# InterCityExpress

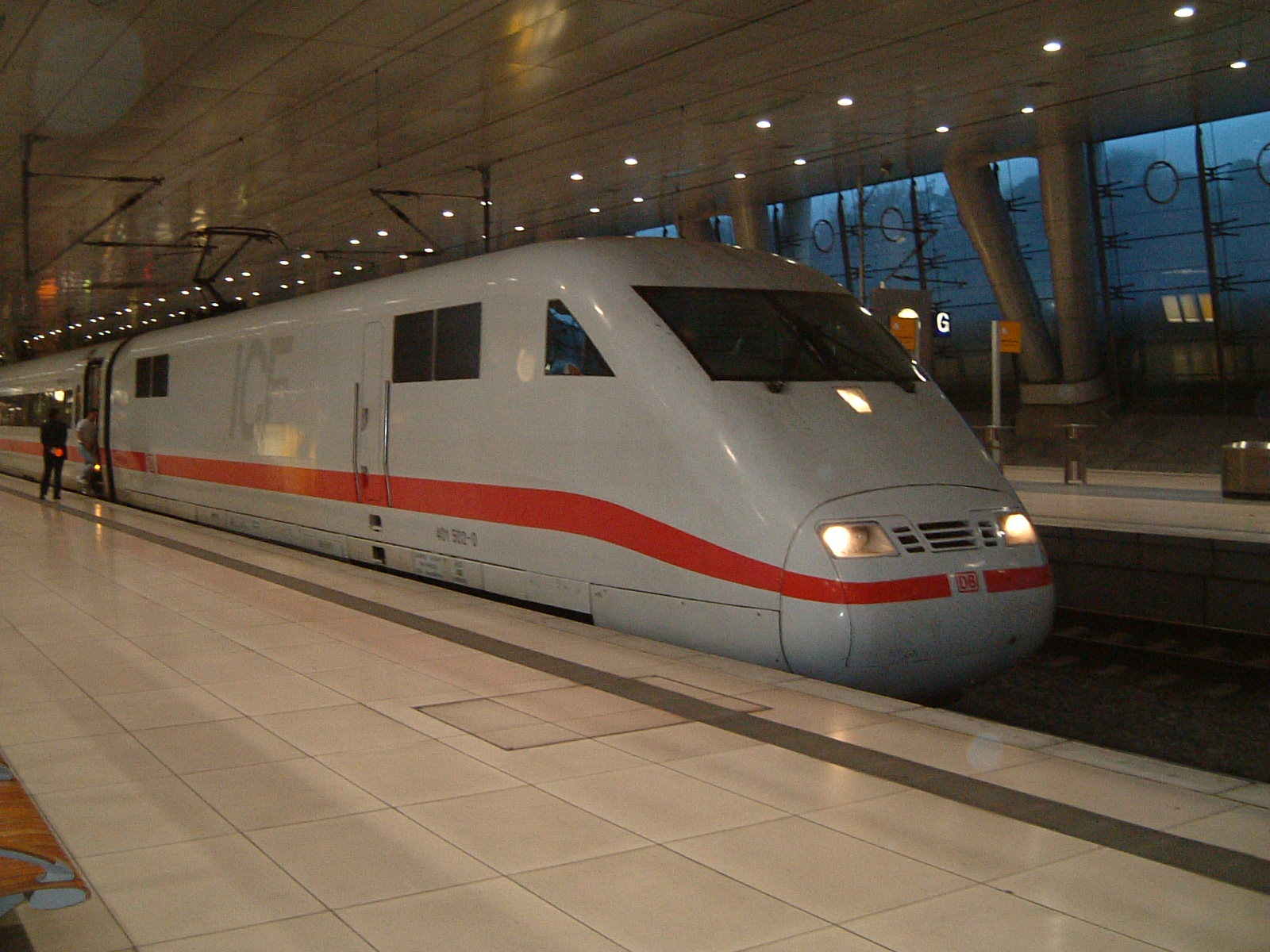
ICE 1

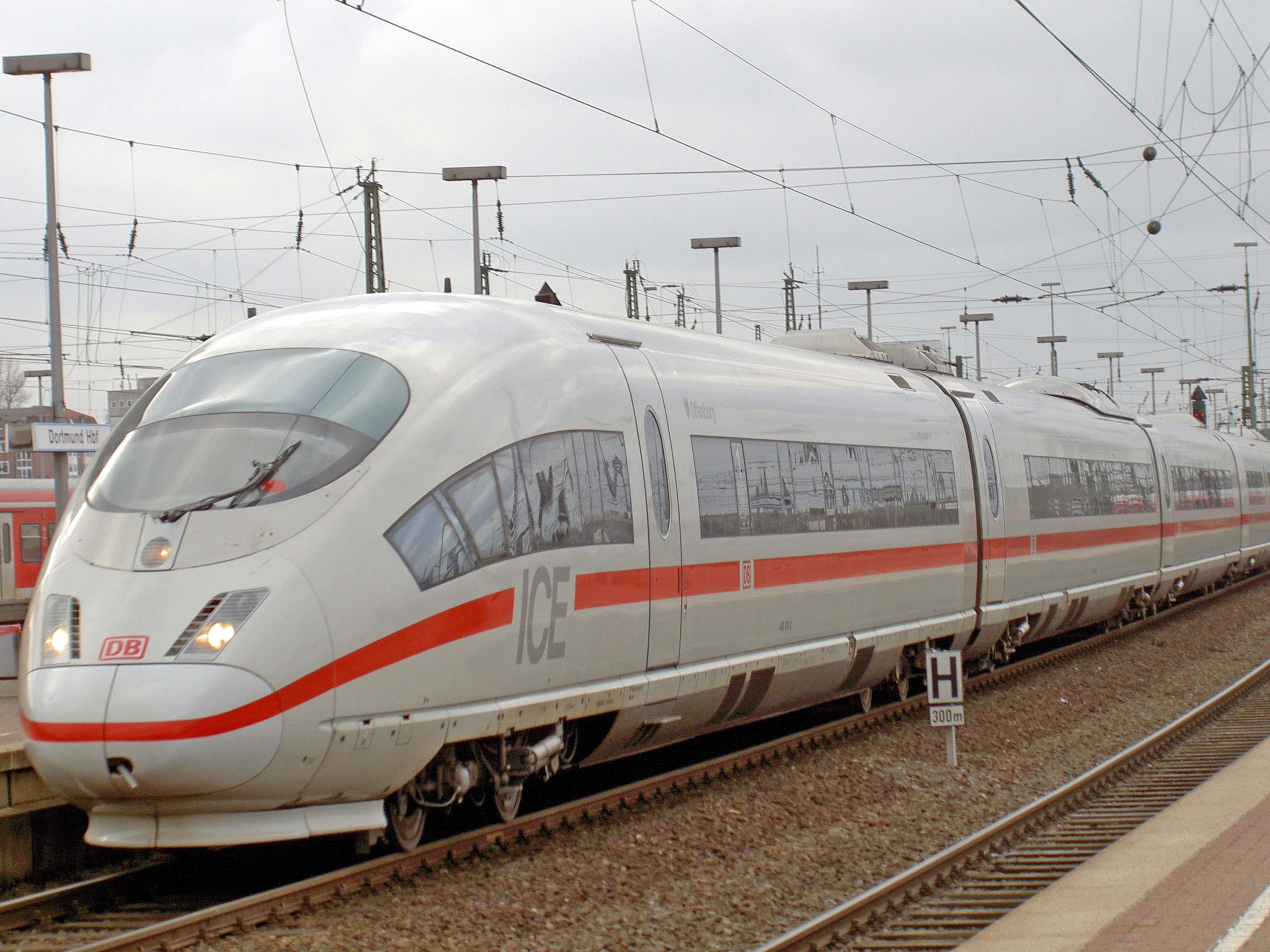
ICE 3

L'ICE (o InterCityExpress) és una xarxa de trens d'alta velocitat desenvolupats per Siemens, i operats per la DB Fernverkehr (divisió d'alta velocitat de la companyia ferroviària alemanya, la DB) a Alemanya. També hi ha serveis que connecten Alemanya amb els països veïns.

## Serveis
El primer servei regular (ICE 1) va començar l'any 1991 entre Hamburg i Múnic.
La xarxa alemanya d'alta velocitat consta de 6 línies que van de nord a sud, i de 3 línies que van d'est a oest.

## Evolucions
Actualment hi ha 3 versions de l'InterCityExpress en ús : 
- L'ICE 1, que entrà en servei l'any 1991, amb una velocitat comercial de 250 km/h (després ampliada a 280 km/h).
- L'ICE 2, que entrà en servei l'any 1997, amb una velocitat comercial de 280 km/h.
- L'ICE 3, que entrà en servei l'any 2000, a 330 km/h.

Hi ha altres països que operen unitats de l'ICE 3 en les respectives xarxes d'alta velocitat, com els Països Baixos i Espanya (amb el nom de Velaro en aquest darrer cas).

## Accidents
El 3 de juny de 1998 es va produir l'únic accident amb víctimes mortals que ha sofert mai un tren d'alta velocitat. Prop de la localitat d'Eschede una unitat ICE 1 va descarrilar mentre circulava a una velocitat de 200 km/h, impactant amb un pont que creuava la via, causant la mort de 101 persones i ferint-ne 88 més.
Tot i així, aquest ha estat l'unic accident registrat per un tren d'alta velocitat, i aquest es considera entre els mitjans de transport més segurs.